# Minucia cantiana
Minucia cantiana är en fjärilsart som beskrevs av Chalmers-hunt 1961. Minucia cantiana ingår i släktet Minucia och familjen nattflyn. Inga underarter finns listade i Catalogue of Life.